# Сысоев, Олег Никифорович
Олег Никифорович Сысоев (бел. Алег Нічіпаравіч Сысоеў; 23 ноября 1967, Гомель, Белорусская ССР, СССР) — белорусский футболист, защитник, тренер. Выступал за сборную Беларуси.

## Биография

### Клубная карьера
Воспитанник СДЮШОР г. Гомель, первый тренер — Владимир Дмитриевич Агеев. Профессиональную карьеру начал в 1990 году в гродненском «Химике», за который провёл 73 матча и забил 4 гола в третьей по уровню лиге СССР. В 1992 году, после распада СССР, подписал контракт с клубом второго дивизиона России «Кубань» (Бараниковский), но уже по ходу сезона вернулся в «Неман» (бывш. «Химик»), где выступал до 1995 года. В 1996 и 1997 годах выступал за МПКЦ, с которым выиграл чемпионат и Кубок Беларуси. С 1998 по 2001 год был игроком «Гомеля», а в 2000 году выступал в аренде за другой клуб высшей лиги «Ведрич-97». Сезоны 2002 и 2003 провёл в клубе Первой лиги «ЗЛиН», после чего завершил игровую карьеру.
Всего за карьеру сыграл 238 матчей и забил 21 гол в высшей лиге Беларуси.
В 2012 году был назначен главным тренером «ДСК-Гомель», с которым занял 14 место в Первой лиге (из 15 команд). В начале 2013 года клуб был расформирован.

### Карьера в сборной
Дебютировал за сборную Беларуси 17 августа 1994 года, отыграв весь матч против сборной Польши. Также был в составе сборной на матч отборочной стадии чемпионата Европы 1996 против Норвегии, но на поле не вышел. Свой следующий матч за сборную провёл 31 июля 1996 года, отыграв первый тайм с командой Литвы.

## Достижения
«Неман» Гродно
- Обладатель Кубка Беларуси: 1992/1993

МПКЦ
- Чемпион Беларуси: 1996
- Обладатель Кубка Беларуси: 1995/1996